# Броньчин
Броньчин (пол. Brończyn) — село в Польщі, у гміні Блашки Серадзького повіту Лодзинського воєводства.
Населення — 314 осіб (2011).
У 1975-1998 роках село належало до Серадзького воєводства.

## Демографія
Демографічна структура станом на 31 березня 2011 року:
|          | Загалом | Допрацездатний вік | Працездатний вік | Постпрацездатний вік |
| -------- | ------- | ------------------ | ---------------- | -------------------- |
| Чоловіки | 157     | 18                 | 118              | 21                   |
| Жінки    | 157     | 33                 | 79               | 45                   |
| Разом    | 314     | 51                 | 197              | 66                   |